# Colposcenia kiritshenkoi
Colposcenia kiritshenkoi är en insektsart som beskrevs av Loginova 1960. Colposcenia kiritshenkoi ingår i släktet Colposcenia och familjen rundbladloppor.
Artens utbredningsområde är Iran. Inga underarter finns listade i Catalogue of Life.